# Cobra (Schiff, 1926)
Die Cobra war ein Seebäderschiff der HAPAG, das im Zweiten Weltkrieg von der deutschen Kriegsmarine als Minenschiff eingesetzt wurde und im August 1942 verloren ging.

## Seebäderschiff

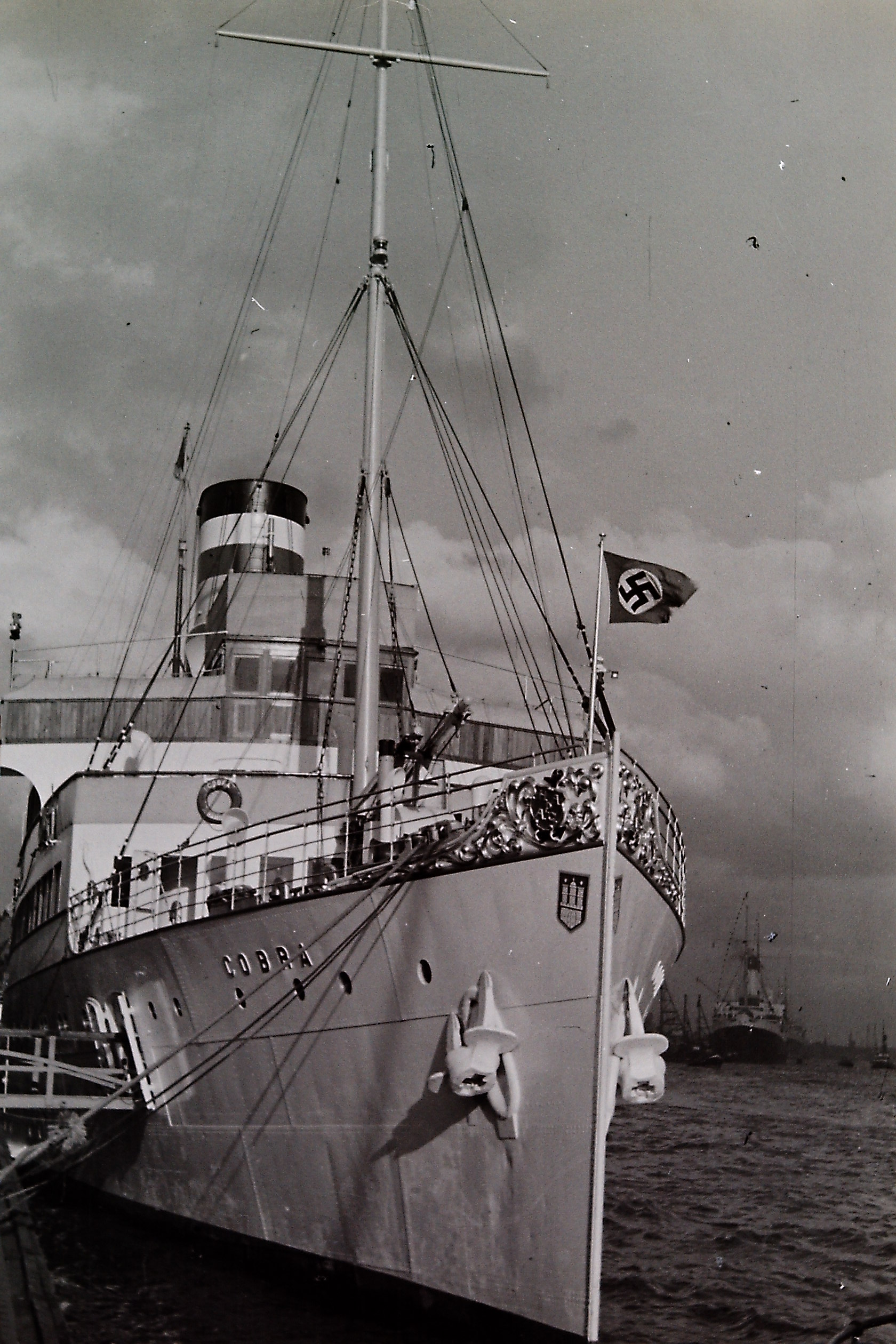
Die Cobra 1933 im Hamburger Hafen

Die Cobra lief am 14. Januar 1926 auf der Vulcan-Werft in Stettin vom Stapel. Sie wurde im Seebäderdienst zwischen Hamburg, Cuxhaven, Helgoland und Sylt eingesetzt und machte ihre Jungfernfahrt von Hamburg nach Helgoland am 16. Mai 1926. Das mit 2.132 BRT vermessene und 17 Knoten schnelle Schiff konnte insgesamt 1919 Passagiere aufnehmen. Wegen ihrer Eleganz und des weißen Anstrichs wurde die Cobra auch „Schwan der Nordsee“ genannt.

## Minenschiff der Kriegsmarine

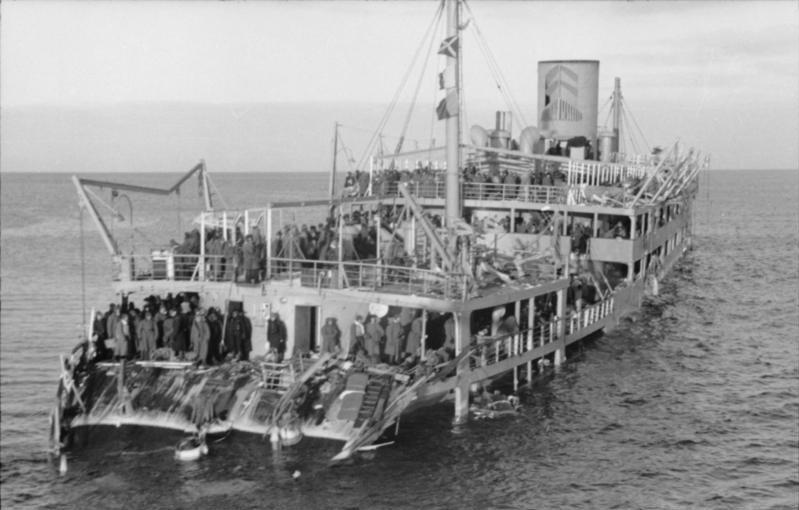
Der sowjetische Truppentransporter Josif Stalin wurde 1941 bei der Evakuierung von Hanko durch die Minen der Corbetha-Sperre beschädigt

Am 26. August 1939, wenige Tage vor dem deutschen Überfall auf Polen, wurde die Cobra von der Kriegsmarine requiriert und zum Minenschiff umgerüstet und mit zwei 8,8-cm-Schnellfeuergeschützen bewaffnet. Kommandant wurde Kapitänleutnant Gerhard Bidlingmaier, was er bis Dezember 1939 blieb.
Nach Kriegsbeginn legte sie zunächst Minensperren in der Nordsee, nach der Besetzung von Norwegen ab April 1940 auch vor der norwegischen Küste.
Die zusammen mit Roland und Brummer ex Olav Tryggvason am 7./8. August 1940 in der südwestlichen Nordsee verlegte offensive Minensperre „SW 1“ wird am 31. August der britischen 20. (Minenleger-)Zerstörer-Flottille zum Verhängnis, als die Express, Esk und Ivanhoe in der bis dahin nicht erkannten Sperre auf Minen liefen. Esk sank sofort, Ivanhoe wurde schwer beschädigt und als nicht abschleppbar von der eigenen Sicherung versenkt und Express  verlor ihr Vorschiff, konnte aber eingeschleppt werden und fiel über zwölf Monate aus.
Ab Juni 1941 kam sie dann in der Ostsee zum Einsatz, wo sie schon in der letzten Juniwoche im Finnischen Meerbusen, zusammen mit den beiden Minenschiffen Königin Luise und Kaiser die sogenannte „Corbetha“-Sperre ausbrachte. Einige Wochen später folgte die Verlegung der „Juminda-Sperre“ vor dem Kap Juminda an der Nordküste Estlands. Die beiden Minenfelder führten zu schweren Verlusten der sowjetischen Kriegs- und Handelsmarine, als deren Schiffe beim schnellen Vormarsch der Wehrmacht aus den baltischen Häfen flüchteten (Siehe: Sowjetische Evakuierung von Tallinn). Der Kommandant der Cobra, Kapitänleutnant der Reserve/Korvettenkapitän der Reserve Karl-Friedrich Brill, welcher von Januar 1940 bis August 1942 in dieser Position und zugleich Führer der Minenschiffgruppe Cobra war, wurde für sein Kommando mit dem Ritterkreuz ausgezeichnet.

## Ende
Bei einem Luftangriff des Amerikanischen XIII Bomber Command auf die Wilton-Werft im niederländischen Schiedam, wo das Schiff zur Überholung lag, wurde die Cobra am 27. August 1942 von einer Fliegerbombe getroffen, kenterte und sank. Vier Besatzungsmitglieder kamen dabei ums Leben.